# Renault GBC 180
Renault GBC 180 — французька військова вантажівка з вантажопідйомністю 5 тонн, розроблена компанією Renault в другій половині 1990-х років.

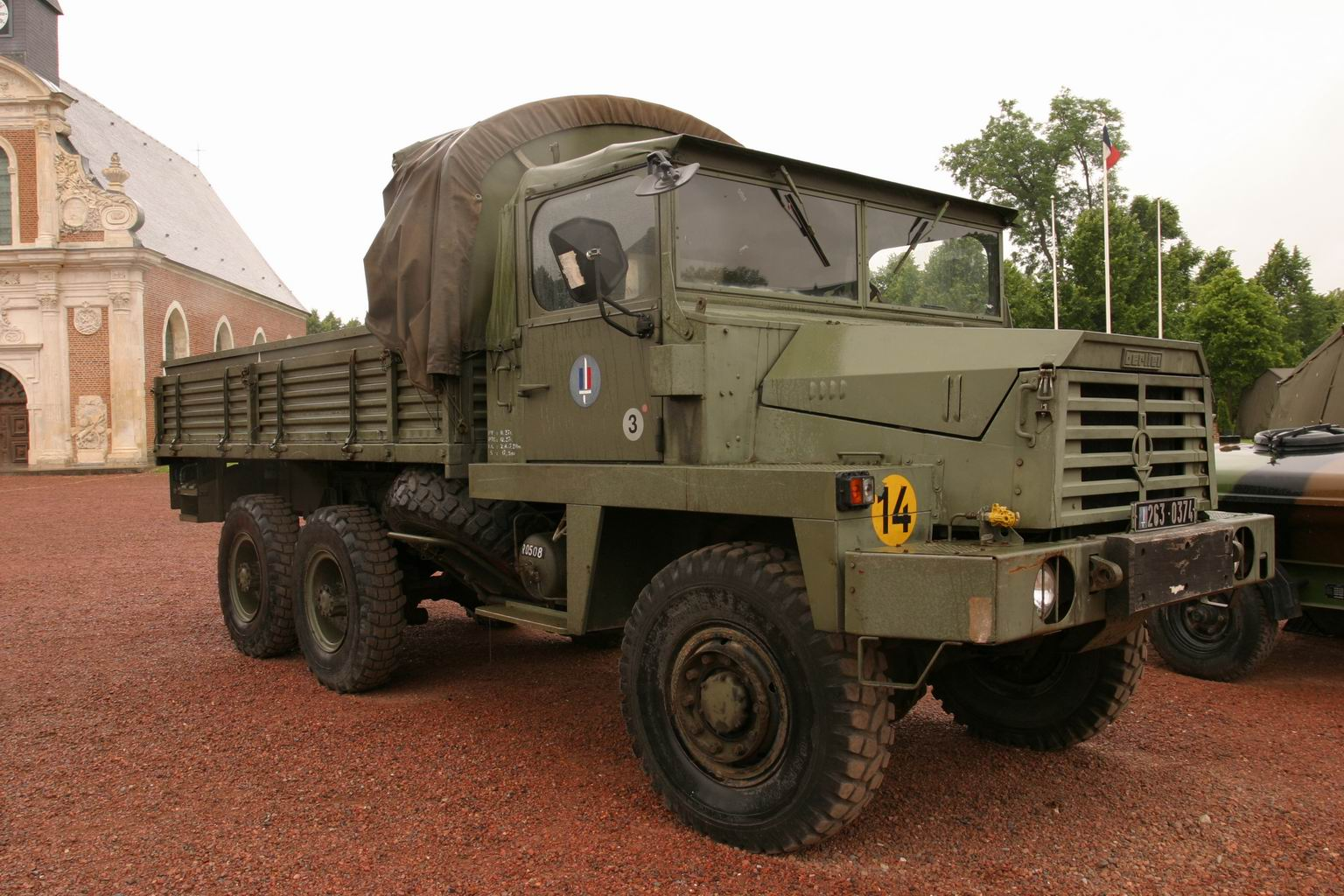
Berliet GBC 8KT

Транспортний засіб є результатом ретельної модернізації автомобіля Berliet 8kt GBC, що використовувался французькою армією з 1950-х років. Вперше замовлення на реконструкцію 2,800 вантажівок було зроблене в 1997 році. В цілому виготовили більше 8300 транспортних засобів.
Автомобіль комплектується дизельним двигуном Renault MIDR 06.02.26 потужністю 175 к.с. (129 kW).
Renault GBC 180 пристосований для перевезення військових і вантажів. Стандартний автомобіль може перевозити 23 осіб (3 в салоні, 20 в задній частині транспортного засобу). Вантажівка здатна буксирувати 6-тонний причіп.